# Bath Oliver

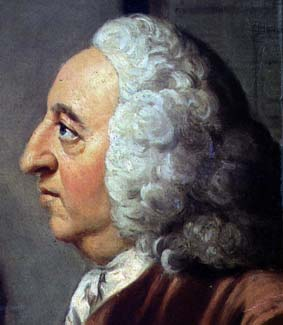
William Oliver (1695-1764), l'inventore dell'omonimo biscotto

Il Bath Oliver è un biscotto, simile ad un cracker, a base di farina, burro, lievito e latte; viene spesso abbinato ad alcuni formaggi. Fu inventato intorno al 1750 da un dottore, William Oliver di Bath, che diede il suo nome al prodotto culinario.
Quando Oliver morì, lasciò in eredità al suo cocchiere, il signor Atkins, la ricetta per il biscotto Bath Oliver, insieme a 100 sterline e dieci sacchi di farina di grano. Atkins costruì la sua fortuna prontamente commercializzando questi biscotti. Successivamente l'attività passò ad un uomo di cui si conosce soltanto il cognome (Norris), che li ha venduti ad un fornaio, Francis Carter. Dopo due ulteriori cambiamenti di proprietà, nel 1950 la ricetta del biscotto Bath Oliver passa definitivamente a James Fortt.